# 浩劫殺陣：車諾比之影
《潜行者：切尔诺贝利的阴影》是一款於2007年3月20日發行，由烏克蘭遊戲開發商GSC Game World製作開發的第一人稱射擊遊戲。
遊戲設定在一個近未來的平行世界，當中位於切尔诺贝利的核電廠再一次發生核子反應爐事故，嚴重地影響了電廠四周的環境。遊戲採取沙盒式的設計，並沒有限制玩家如何進行主線和支線任務。加上NPC之間的互動、道具交易和NPC陣營聲望等角色扮演游戏的元素令潜行者成為一款獨特的第一人稱射擊遊戲。
在2007年7月11日GSC Game World公佈了前傳《浩劫殺陣：晴空染血》並於2008年9月5日正式發行，後續作《浩劫殺陣：混沌召喚》亦分別於2009年10月（東歐地區）和2009年11月（一部份的歐洲地區）發行，而英美版則預定於2010年第一季度發行。

## 背景設定
潜行者系列的故事主要圍繞在切尔诺贝利核電廠與及普里皮亚季附近方圓30公里，名為「異變區」（The Zone）的封鎖區。值得留意的是真正的普里皮亚季是位於核電廠的西北方，而非遊戲中所見的核電廠南面。
在第一次切尔诺贝利核事故後，官方派遣軍隊和科學家進駐當地，嘗試清理核污染並進行各種研究。但在2006年當地發生第二次核災難，大部份進駐當地的人在該場災難中喪生或突變成怪物。
而在第二次災難發生若干年後，開始有人為了尋找遺失散落在區內的財物、研究資料與及各種在異常現象下產生的神器（Artefact）等而闖入封鎖區。這些非法進入封鎖區的人被統稱為“潛行者”（Stalker）

## 游戏特色
這款遊戲被定位為第一人稱動作射擊加上角色扮演，而不是一般人認為的普通FPS遊戲，已經表現出這款遊戲與其它遊戲眾不同之處。這款遊戲已經超越了很多普通的FPS遊戲範疇而帶上了濃濃的角色扮演味道。高度自由、開放式大地圖，大量不同的 NPC 交互、非線性的遊戲進程以及主事件背後的內幕，使遊戲有了很高的耐玩度和增加了遊戲的樂趣。

## 故事情节
玩家扮演「一號」（Marked One）：一名患上失憶症的“潜行者”，他在被救起後唯一的記憶就只有殺死代號「史特洛克」（Strelok）的“潜行者”。玩家將在尋找史特洛克的過程中逐漸揭開封鎖區內不為人知的秘密，與及解開主角自己的身世之謎。

## 內部遊戲包洩露事件
2002年，在網上因不明原因洩露並發布了一個大約64MB的遊戲包，包含兩個遊戲Escape以及Agroprom地圖，幾種槍械，其中一支是遊戲正式版以及多人連線試玩版沒有包含的手持加特林輕機槍，只有洩露版本Build 1096才可以使用，遊戲包沒有任何任務，內部版本為Build 1096。
2009年2月，GSC Game World開發公司發布了2004年半完成作品的版本，容量大小為2.99GB，包含了正式版所有地圖，甚至比正式版的地圖多以及比原有的地圖宏大，基於是半完成作品的版本，程序错误比較多，运行遊戲除中有可能程式跳出或報錯，以及是只支援DirectX 8.0，版本是官方認可的Build 1935。

## 雜項
《潜行者：切尔诺贝利的阴影》之前正開發中的名稱為“潜行者：遺忘之都”，開發到2004年才稱為《潜行者：切尔诺贝利的阴影》。

### 网络流行语
（或者）是游戏中的土匪NPC常说的一句口头禅，原文是。当玩家处于土匪周围时，这段语音即有可能被触发。网络社群参与者，对这句话有各种不同的解释。
这段语音经过YouTuber重新制作视频，在前苏联国家（尤其是乌克兰、俄罗斯）等斯拉夫电子游戏爱好者中流行，并迅速地成为一个网络迷因。衍生出包括歌曲、舞蹈在内的诸多俄式硬核摇滚文化作品。
这个词语无法真正的翻译，但可以从对话内容中推测它的涵义，与、等网络流行语不同，它不是侮辱性的用词。 在俄国日常生活中，当某人酗酒宿醉之后，也有可能胡口喊出这个字眼。